# سلطانب
سلطانب، روستایی از توابع بخش مرکزی شهرستان تفت در استان یزد ایران است.

## جمعیت
این روستا در دهستان پیشکوه قرار دارد و براساس سرشماری مرکز آمار ایران در سال ۱۳۸۵، جمعیت آن ۵۹ نفر (۲۴خانوار) بوده‌است.